# Bartucz Lajos
Bartucz Lajos (Szegvár, 1885. április 1. – Budapest, 1966. június 3.) antropológus, egyetemi tanár, a biológiai tudományok doktora (1952).
Kutatási területe: Az élő magyarság antropológiai összetétele. A honfoglaláskori magyarság és a hazánk területén élt népek antropológiai vonatkozásai. A növési ritmus, a nemek közötti ritmuskülönbségek. Homo neanderthalensis és Homo sapiens leletek vizsgálata.

## Életpályája
Egyetemi tanulmányokat Budapesten folytatott természetrajz-földrajz szakon 1904–1908 között. 1908-ban középiskolai tanári oklevelet, antropológiából doktori diplomát szerzett. Már 1904-től asszisztens Török Aurél antropológus, az Embertani Intézet vezetője mellett. 1914-ben a Budapesti Tudományegyetem Embertani Intézetében magántanárrá habilitálták Anthropometria tárgykörből. 1915-ben három hónapig Bécsben, Münchenben, Zürichben volt tanulmányúton.
A Tanácsköztársaság idején a munkásegyesületben tartott előadásai miatt állásától megfosztották, és csak 1926-ban jutott munkához a Néprajzi Múzeumban. 1931-ben a budapesti Pázmány Péter Tudományegyetemen antropológiát adott elő. 1935-ben (más források szerint 1936-ban) a Néprajzi Múzeum igazgatási feladataival bízták meg. 1940. október 19-étől a szegedi Horthy Miklós Tudományegyetemen nyilvános, rendes tanárrá nevezték ki. 1940-től 1959-ig a szegedi Embertani Tanszéket vezette.
1949–1959 között egyúttal az Eötvös Loránd Tudományegyetemen is tanított. Az új szovjet tudományos szisztéma szerint 1952-ben a tudományok doktora fokozatot érte el. A tudományos közéletben folyamatosan aktív szerepet vállalt, számos tudományos és szakmai testületben működött. 1959. február 2-ától az ELTE Embertani Intézetét vezette, innen vonult nyugdíjba 1965. február 28-án.

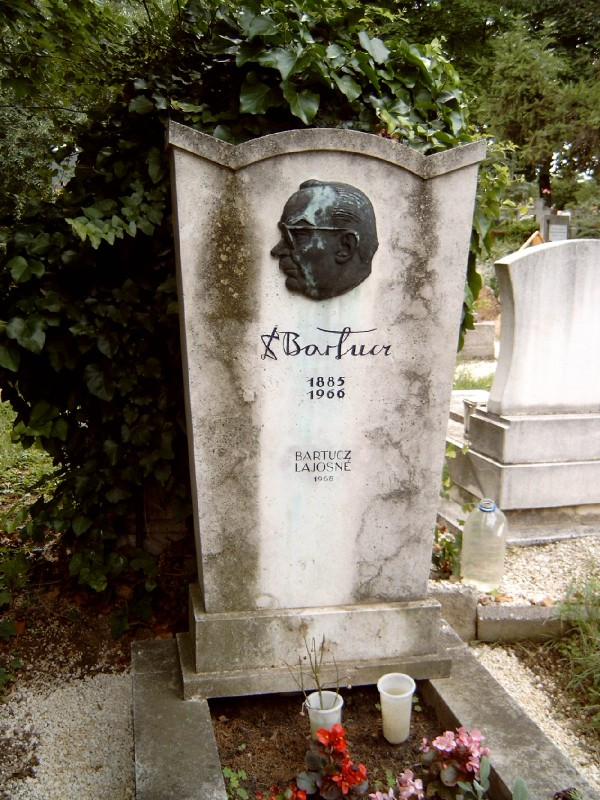
Bartucz Lajos sírja Budapesten. Farkasréti temető: 5-1-363

## Munkássága
Széles körű tudományos munkásságának súlypontja a népvándorlás és a honfoglalás kori leletek voltak. Az élők körében végzett vizsgálatai a magyarság etnikai csoportjainak megismerésében jelentősek. Nevéhez fűződik többek közt Martinovics Ignác és forradalmár társai budai sírhelyének felkutatása (1914) és maradványaik azonosítása. 1923-ban megindította és szerkesztette az Anthropológiai Füzeteket. 1940-ben tevékeny részt vett az Alföldi Tudományos Intézet megszervezésében s annak első igazgatója volt.

## Művei (válogatás)
- Az emberiség faji felosztásáról (1905)
- Arad megye népének anthropológiai vázlata (Arad vármegye és Arad szabad királyi város monographiája. Arad megye, 1912)
- A magyar jakobinusok emlékezete (Gárdonyi Alberttel, 1919)
- Az iskolás gyermekek termetbeli növekedése Magyarországon… (1923)
- A fajkérdés; Globus Ny., Bp., 1923 (Az Ethika tudományos gyűjteménye)
- Über die Anthropologie der Ungaren aus der Umgebung des Balaton-Sees (Budapest, 1923)
- Honfoglaláskori magyar koponyák; MNM Néprajzi Tára, Bp., 1926 (A Magyar Nemzeti Múzeum néprajzi gyűjteményei)
- Über die anthropologischen Ergebnisse der Ausgrabungen von Mosonszentjános (1929)
- Mikép fedezte fel az ember önmagát? Kis antropologia; Magyar Szemle Társaság, Bp., 1929 (A Magyar Szemle kincsestára)
- A nyársapáti XV-XVIII. századbeli koponyákról; Városi Ny., Szeged, 1930 (A Szegedi Alföldkutató Bizottság könyvtára)
- Hogyan ismerhetjük meg a magyarság lelki alkatát?; Városi Ny., Szeged, 1931
- Fajkérdés, fajkutatás; Egyetemi Ny., Bp., 1935
- Az emberfajták és a magyarság faji összetétele; Korda, Bp., 1935
- A kiszombori temető gepida koponyái; Somogyi-könyvtár–Városi Múzeum, Szeged, 1936 (A szegedi Városi Múzeum kiadványai)
- A Néprajzi Múzeum általános ismertetése. 2. r., Külföldi csoport; Közgyűjtemények Ismeretterjesztő Irodája, Bp., 1936 (Vetítettképes ismeretterjesztő előadások)
- A magyar nemzetismeretről (1936)
- A magyar ember. A magyarság antropológiája (Budapest, 1938)
- Der Urmensch der Mussolini (Subalyuk)
- Höhle (többekkel, Budapest, 1940)
- Béla Balogh–Ludwig Bartucz: Ungarische Rassenkunde; Gruyter, Berlin, 1940 (Ungarische Bibliothek)
- Magyar ember, típus, faj; Athenaeum Ny., Bp., 1940
- Vargha István: Magyar fajtaismeret. Bartucz Lajos: Magyar ember című műve nyomán; A IX. Hadtest Ifjúvezető Csapata, Kolozsvár, 1943 (Ifjúvezető-könyvtár)
- A magyar nép; szerk. Bartucz Lajos; Singer-Wolfner, Bp., 1943 (A művelődés könyvtára)
- Adatok a magyarországi avarok ethnikai és demográfiai jelentőségéhez; Institutum Anthropologicum Universitas Szegedinensis, Szeged, 1950
- A Szentes-Kajászi avarkori temető tipológiájához (Budapest, 1958)
- Emberszármazástan. 1-2. füzet; Eötvös Loránd Tudományegyetem, Bp., 1959
- Antropologische Beiträge zur I. und III. Periode der Sarmatenzeit in Ungarn (Budapest, 1961)
- A praehistorikus trepanáció és orvostörténeti vonatkozású sírleletek (Budapest, 1966)

## Tudományos tisztségei
- Műemlékek Országos Bizottság, tag (1917–1937)
- Aggteleki Barlang Bizottság, tag (1929–)
- MTA Néptudományi Bizottság, meghívott tag (1931–)
- Alföldi Tudományos Intézet, igazgató, (1940–)
- Országos Felsőoktatási Tanács, tag (1943–1949)
- MTA Biológiai Csoport, Antropológiai Főbizottság, tag, majd elnök helyettes
- Biológiai Osztály, Antropológiai Témabizottság
- Régészeti Kutatásokat Előkészítő Bizottság, tag (1960–)

### Szerkesztései
- Antropológiai Füzetek (Anthr. Hung.). alapítója és szerkesztője, (1923–1939)
- Néprajzi Múzeum Értesítője, szerk. (1935–1940)
- Alföldi Tudományos Intézet Évkönyve, szerk. (1940–1949)
- Anthropológiai Közlemények, szerkesztő bizottsági tag, (1957–1965)

## Társasági tagság
- Országos Régészeti és Embertani Társaság, (1912–1966), választmányi tag
- Magyar Barlangkutató Társulat (1926–1966), választmányi tag
- Kőrösi Csoma Társaság (1934–1966)
- Magyar Természettudományi Társaság (1937–1966), választmányi tag
- Magyar Néprajzi Társaság, főtitkár, ügyvezető elnök
- Magyar Statisztikai Társaság (1939–1966)
- Dugonics Társaság (1940–)
- Magyar Biológiai Társaság, alelnök
- Embertani Szakosztály, elnök (1952–1966)
- Gesellschaft für Physische Anthropologie, választott tag
- Finnugor Társaság (Helsinki), külső tag

## Díjai, elismerései
- Baumgarten-díj (1931)
- Eötvös Loránd Tudományegyetem aranydiplomája (1960)
- Munka Érdemrend arany fokozata (1964)